# هوندا سیویک (نسل هشتم)
هوندا سیویک (نسل هشتم) (Honda Civic (eighth generation)) خودرویی است که در سال‌های ۲۰۰۶ تا ۲۰۱۱در انگلند، ژاپن، ایالات متحده آمریکا، ایالات متحده آمریکا، کانادا، لاهور، پاکستان، تایوان (جزیره)، ترکیه، برزیل، اوتار پرادش، هند، آیوتایا و ویتنام تولید شده‌است.
این خودرو در کلاس خودرو کامپکت قرار گرفته و طراحی آن خودروهای موتور جلو-محور جلو بوده طول آن در حالت طبیعی ۴٬۲۷۶ میلیمتر (۱۶۸٫۳ اینچ) و عرض آن در حالت طبیعی ۲٬۰۴۶ میلیمتر (۸۰٫۶ اینچ) است. سیستم جعبه‌دندهٔ آن ۶ دنده به دو صورت خودکار و دستی است.